# The Ancient Art of War at Sea
The Ancient Art of War at Sea (tạm dịch: Nghệ thuật Chiến tranh Cổ Đại trên Biển) là phần tiếp theo của trò chơi máy tính The Ancient Art of War thuộc thể loại chiến lược thời gian thực do hãng Brøderbund phát triển và được phát hành cho máy tính của IBM và những thứ tương thích vào năm 1987.

## Cốt truyện
Người chơi sẽ chỉ huy một hạm đội tàu chiến trong một trận hải chiến mô phỏng diễn ra vào giữa thế kỷ 19. Người chơi phải đối mặt với một trong năm đối thủ có thật trong lịch sử, mỗi người sẽ sử dụng từng loại chiến lược khác nhau để chống lại người chơi: Công tước xứ Medina Sidonia (1588); Blackbeard (1718), John Paul Jones (1779), Horatio Nelson (1805), và một đối thủ hư cấu là Thor Foote.

## Đón nhận
Trò chơi được đăng trên tạp chí Dragon số 129 vào năm 1988 bởi Hartley, Patricia, và Kirk Lesser trong mục Vai trò của những chiếc máy tính. Người viết bài đánh giá cho game điểm 5/5 sao.